# Instituto de Estudios Políticos (España)
El Instituto de Estudios Políticos (IEP) fue un organismo público español de estudios políticos, activo principalmente durante el régimen de Franco.
Fundado el 9 de septiembre de 1939, tras el término de la guerra civil, y afín en su primera etapa a la fracción falangista del régimen franquista y con puntos comunes con el Istituto Nazionale di Cultura Fascista italiano, actuó como un instrumento ideológico al servicio del régimen. Tras el fin de la Segunda Guerra Mundial en la ideología del Instituto cobró mayor importancia el catolicismo político. Ya en la Transición y por Real Decreto 2761/1977, el Instituto de Estudios Políticos se suprimió, pasando a denominarse «Centro de Estudios Constitucionales», que su vez, veinte años después, en 1997, cambiaría el nombre a «Centro de Estudios Políticos y Constitucionales».
El primer director del Instituto —el responsable de su nombramiento fue Ramón Serrano Suñer— fue Alfonso García-Valdecasas (1939-1942). Le siguieron sucesivamente al frente de la institución Antonio Riestra del Moral (1942-1943), Fernando María Castiella (1944-1948), Francisco Javier Conde (1948-1956), Emilio Lamo de Espinosa (1956-1961), Manuel Fraga Iribarne (1961-1962), Jesús  Fueyo Álvarez (1962-1970), Luis  Legaz  Lacambra (1970-1974) y, de nuevo, Jesús Fueyo (1974-1977).
Su órgano de expresión fue la Revista de Estudios Políticos. También publicó otras revistas como Cuadernos de Política Social, Cuadernos de Estudios Africanos, Revista de Administración Pública, Cuadernos de Política Internacional o Revista de Economía Política.